# Philocheras lapillus
Philocheras lapillus is een garnalensoort uit de familie van de Crangonidae. De wetenschappelijke naam van de soort is voor het eerst geldig gepubliceerd in 1989 door Wicksten.